# Steiner (Totalunternehmer)
Die Steiner AG ist ein Schweizer Immobiliendienstleister mit den Schwerpunkten Projektentwicklung und -realisierung mit Sitz in Zürich. Mit seinen Dienstleistungen begleitet das Unternehmen den gesamten Lebenszyklus von Immobilien – von der Entwicklung über die Umsetzung bis hin zur digitalen Transformation.
Die Unternehmensgruppe hat Niederlassungen in Basel, Bern, Genf, Tolochenaz, Luzern sowie Mumbai (Indien). Die Steiner-Gruppe erzielte im Geschäftsjahr 2021/22 mit rund 450 Mitarbeitern einen Umsatz von 763.6 Millionen Schweizer Franken. Das Entwicklungsportfolio der Steiner AG hat einen Wert von mehr als 6 Milliarden Franken (2023).

## Geschichte
Das Unternehmen wurde 1915 als Schreinerei Carl Steiner Schuhmacher in Zürich gegründet. 1944 wurde Karl Steiner alleiniger Eigentümer der Schreinerei und nahm ab 1948 die Tätigkeit als Generalunternehmer auf. 1980 erfolgte die Umwandlung in eine Aktiengesellschaft. Mit der Gründung des Joint Ventures Sogelym-Steiner SAS 1994 expandierte die Karl Steiner AG nach Frankreich.
1995 führte das Unternehmen das Total Services Contractor (TSC)-Modell ein und entwickelte sich damit vom Generalunternehmer zum Totalunternehmer. 2001 verkaufte die Karl Steiner AG ihre Industrieaktivitäten. 2004 erfolgte die vollständige Übernahme der Sogelym-Steiner SAS in Frankreich mit Standorten in Lyon, Grenoble und Paris. 2006 gab sich die Unternehmensgruppe eine Holdingstruktur.
Im Jahre 2009 wurde der Immobilienservice an die Firma Privera verkauft, 2010 wurde die Sogelym-Steiner SAS in Frankreich verkauft. Seit Mai 2010 gehört die Steiner-Gruppe zur indischen Hindustan Construction Company Ltd. (HCC) und ist mit ihrer Tochtergesellschaft Steiner India Ltd. auf dem indischen Markt vertreten.
Seit 2022 betreibt die Steiner AG auch eine Digitalabteilung, die die digitale Transformation der Immobilien- und Bauindustrie in allen Bereichen aktiv vorantreiben soll. Steiner Digital besteht aus einem hausinternen Team von Entwicklern, Projektmanagern, BIM Experten und User Experience Designern. Produkte werden zunächst intern mit Fachspezialisten entwickelt und erprobt und dann für externe Nutzer zugänglich gemacht. Ziel ist es, Materialeinsatz, Kommunikation, Kosten und Zeitaufwand in der Baubranche zu optimieren. Zudem bietet Steiner Digital auch diverse BIM-Dienstleistungen an, beispielsweise Kollisionserkennung via BIM Modell, Laserscanning sowie eine BIM Academy (ein Befähigungsprogramm für Mitarbeitende und Unternehmen im Umgang mit Digitalisierungsprozessen im Bau).
Im Juni 2022 gab die Steiner AG bekannt, dass sie eine strategische Partnerschaft mit dem Virtual Reality Startup Hegias AG eingegangen ist. Die Software der 2023 als Innovationsführer in VR ausgezeichneten Firma ermöglicht eine automatisierte, browserbasierte Visualisierung von Plänen und Kommunikation mittels Virtual Reality. Sie wird zukünftig in die von Steiner Digital entwickelten Kollaborationsplatform der Steiner AG eingebunden sein.
Seit 2023 betreut die Steiner AG in der Deutschschweiz neue Projekte nicht mehr als Totalunternehmer / Generalunternehmer. In der Westschweiz begleitete die Tochtergesellschaft Steiner Construction SA weiterhin Bauprojekte als TU/GU. Anfang 2024 gab die Steiner AG bekannt, dass sie die Steiner Construction SA an die internationale Baugruppe Demathieu Bard verkauft hat, um sich als schweizweit grösster unabhängiger Immobilienentwickler mit Bau- und Finanzierungskompetenz zu positionieren.
Die Steiner AG hat weit über 1500 Wohnbauprojekte, 540 Geschäftsliegenschaften, 45 Hotels und 200 Infrastrukturanlagen wie Universitäten, Schulen, Spitäler, Gefängnisse und Altersheime realisiert, darunter auch Prestigeprojekte wie die Grossüberbauung Sihlcity, den Prime Tower, das Maison de la paix sowie das Hochhaus-Trio Vulcano realisiert.
Die Steiner AG ist ebenfalls Gründerin der Steiner Lab Foundation, einer Forschungsstiftung für klimafreundliches und kostengünstiges Bauen. Die gemeinnützige Stiftung fördert die Erforschung und Entwicklung von Technologien und Methoden des innovativen, kostengünstigen und klimafreundlichen Bauens sowie die praktische Umsetzung der aus der Forschung gewonnenen Erkenntnisse. Die Steiner Lab Foundation förderte unter anderem die Entwicklung des GreenBrick der HSLU Luzern, einem Backstein der die Begrünung von Fassaden ermöglicht, sowie das Projekt GreenPV, das das Zusammenspiel von begrünten Fassaden und Photovoltaik untersucht und Empfehlungen abgibt, welche Art der Begrünung und Photovoltaik wann und wo zu bevorzugen ist.
2023 wurde die Steiner AG von der swissreputation.group zum Bauunternehmen mit der besten Reputation im Bereich Innovation gekürt. Untersucht worden waren von 42 Schweizer Bauunternehmen, Generalunternehmungen, Immobiliendienstleister und Immobilieneigentümer.

## Bebauungen aus Immobilien-/Projektentwicklung (Auswahl)
- Glasi-Quartier (Grossüberbauung in Bülach, 2019–2023)
- Zwicky-Areal (Grossüberbauung in Wallisellen und Dübendorf, 2007–2019)
- Sihlcity (Grossüberbauung in Zürich-Wiedikon, 2003–2007)

## Belege
1. 1 2  Karriere, auf steiner.ch
2. ↑  Geschichte, auf steiner.ch, abgerufen am 4. Oktober 2023
3. ↑  Karl Steiner AG zu 66% in Besitz der indischen Hindustan Construction Company, auf swissinfo.ch, abgerufen am 4. Oktober 2023
4. ↑  Digital. steiner.ch, abgerufen am 23. August 2023.
5. ↑  3D-Laserscanning, auf youtube.com
6. ↑  Steiner AG geht strategische Partnerschaft mit Startup HEGIAS ein, auf finanznachrichten.de, abgerufen am 4. Oktober 2023
7. ↑  Top 10 Industries advancing Virtual Reality Applications (2023-2024), auf startus-insights.com
8. ↑  Die Steiner AG schliesst Verkauf der Tochtergesellschaft Steiner Construction SA ab | Presseportal-schweiz.ch. 18. Januar 2024, abgerufen am 26. Februar 2024.
9. ↑  Kantonsspital Frauenfeld, auf steiner.ch
10. ↑  Maison de la Paix, auf steiner.ch
11. ↑  «Ein neues Wahrzeichen für Zürich», auf nzz.ch, abgerufen am 4. Oktober 2023
12. ↑  Eine Stiftung für klima- und kostengünstiges Bauen: Bauunternehmer macht Werbung in eigener Sache, auf bzbasel.ch, abgerufen am 4. Oktober 2023
13. ↑  Grün, grün, grün sind alle meine Ziegel, auf news.hslu.ch
14. ↑  Unsere aktuellen Projektförderungen, auf steinerlabfoundation.ch
15. ↑  Benchmarkstudie | Reputation von Bau- und Immobilienunternehmen in der Schweiz, auf swissreputation.group